# Pap Zoltán (orvos, 1928–2016)
Pap Zoltán (Gidófalva, 1928. szeptember 28. – 2016. szeptember 20.) erdélyi magyar orvos, gyermekgyógyász, gasztroenterológus, orvosi szakíró, egyetemi tanár.

## Életútja
Középiskoláit Sepsiszentgyörgyön kezdte, majd Zilahon a Református Wesselényi Kollégiumban folytatta, ahol 1947-ben érettségizett. A Marosvásárhelyi Orvosi és Gyógyszerészeti Egyetem gyermekgyógyászati karán végezte egyetemi tanulmányait (1953). Előbb Erdőszentgyörgyön dolgozott mint körzeti gyermekgyógyász szakorvos, majd 1955-től rajoni gyermekgyógyász Marosvásárhelyen, a Gyermekklinika alorvosa. 1959-től az OGYI Gyermekklinikáján tanársegéd, adjunktus (1972), majd előadótanár (1982), professzor (1990). 1982-től a 2. sz. Gyermekklinika vezetője. Az orvostudomány doktora címet 1971-ben szerzi meg.
1998-ban a Marosvásárhely díszpolgára címmel tüntették ki.

## Munkássága
Szakközleményei az Orvosi Szemle, Orvostudományi Értesítő, Infomed, Pediatrie, a budapesti Gyermekgyógyászat, a berlini Hals-Nase-Ohr című folyóiratokban jelentek meg. Ismeretterjesztő cikkeit a Brassói Lapok és A Hét közölte. Több európai és nemzetközi tudományos társaság tagja. Az Erdélyi Múzeum-Egyesület Orvostudományi Szakosztályának elnöke 1994-től. Fő kutatási területei: a kisgyermekkori táplálkozási rendellenességek (a sikérérzékenység, kötőszöveti ártalmak), vesebetegségek. Csecsemőtápszereit (Gluvilac 0, I, II) iparilag forgalmazták. Ezek feltalálásáért 1978-ban elismerő oklevelet kapott.
Önálló kötetei: 
- Kismamák tudnivalói (Kolozsvár 1983)
- Csecsemő- és gyermekgondozás (Hasznos tanácsok szülőknek és nevelőknek. Marosvásárhely 1998).

Társszerzője a Puskás György által szerkesztett Gyermekgyógyászat című kőnyomatos jegyzet I-III. kötetének (Marosvásárhely 1980).
Önálló jegyzete Gyermekgyógyászati poliklinika címmel jelent meg (Marosvásárhely 1981); szerkesztője a kétkötetes Gyermekgyógyászat című egyetemi jegyzetnek (Marosvásárhely 1989), amely előbb román nyelven is megjelent (Marosvásárhely 1982).